# Piensaari (ö i Södra Savolax, S:t Michel, lat 61,31, long 27,34)
Piensaari är en ö i Finland. Den ligger i sjön Lylysjärvi och i kommunen Sankt Michel i den ekonomiska regionen  S:t Michel och landskapet Södra Savolax, i den södra delen av landet, 180 km nordost om huvudstaden Helsingfors. Öns största längd är 20 meter i öst-västlig riktning.